# Магах
Магах (івр. מגח, Маґах — «таран») — назва американських танків M48 та M60, які були на озброєнні армії Ізраїля.

## Історія
У 1964—1966 роках з США і ФРН у Ізраїль надійшли перші 150 танків М48А1 і 100 танків М48А2С. Вони отримали наступні позначення:
- «Магах-1» — танк М48А1
- «Магах-2» — танк М48А2С

Роботи з модернізації цих танків до рівня M48A3 (але відповідно до ізраїльських стандартів) почалися вже 15 грудня 1966 року.
- «Магах-3» — перша модифікація танків M48: замість 90-мм американської гармати M41 встановлювалася 105-мм гармата L7 англійського виробництва, оригінальна командирська башточка M1 замінювалася на низькопрофільну ізраїльську (вироблялася на заводі «Урда»), стара трансмісія General Motors CD-850-4A замінювалося на нову — Allison CD-850-6, а бензиновий двигун — на дизельний Continental AVDS-1790-2A потужністю 750 л. с. В першу чергу модернізувалися найбільш старі танки — M48A1. Після 1973 року в гідравлічній системі стала застосовуватися негорюча рідина[2]. Пізніше, до 1982 року на них були встановлені більш сучасна радіостанція ізраїльського виробництва і комплект динамічного захисту «Blazer» I покоління загальною масою 800—1000 кг[4].

Після шестиденної війни деяка кількість танків M48 була захоплена у Йорданії. Після ремонту і відновлення, вони були прийняті на озброєння і також спрямовані на модернізацію. У 1970-ті роки з США були отримані додаткові танки M48A1, M48A5 і M60.
- «Магах-5» — позначення американських танків M48A5. Пізніше на них було встановлено комплект динамічного захисту «Blazer» I покоління[4].
- «Магах-6» — позначення американських танків M60. В ході експлуатації, практично всі танки пройшли модернізацію.

- «Магах-6 Алеф» (Магах-6А) — модернізований M60A1, з низькопрофільною командирською башточкою Urdan", теплоізоляційним кожухом на стволі гармати і суцільнометалевими гусеницями T97. Згодом, всі ці танки були повторно модернізовані до рівня «Магах-6 Бет».
- «Магах-6 Бет» (Магах-6B) — модернізований M60A1 з новим двигуном AVDS-1790-2C RISE (Reliability Improved Selected Equipment engine), більш досконалою системою стабілізації гармати і широкими гусеницями T142.
- «Магах-6 Бет Галь» — повторно модернізований в 1990-і роки «Магах-6 Бет» з новою системою керування вогнем «Галь» («хвиля»), яка була розроблена компанією «Elbit Systems Ltd.» на базі системи «Matador» для танків «Меркава» (включала в себе новий приціл з лазерним далекоміром). Крім того, змінилася конфігурація блоків динамічного захисту, а на кормі башти був установлений новий кошик, збільшеного об'єму. Вироблено невелику кількість.
- «Магах-6 Бет Галь БАТАШ» — створений в 1999 році варіант «Магах-6 Бет Галь» з посиленим пасивним бронюванням башти та лобової частини корпусу, бортовими екранами і новим, більш потужним двигуном. Вироблено невелику кількість.
- «Магах-6 Бет Баз» — «Магах-6 Бет» з новою системою керування вогнем «Баз», яка була розроблена для танків «Меркава» Mk.III.
- «Магах-6 Гимель» («Магах-6С») — модернізований танк М60А3.
- «Магах-6 Рейш» («Магах-6R») — танки M60 з системою стабілізації гармати від «Магах-6 Бет» і новим двигуном AVDS-1790-2AG.
- «Магах-6 Рейш*» («Магах-6R*») — проміжна модифікація, танки «Магах-6 Рейш», підготовлені для установки нової системи керування вогнем «Нахаль Оз», але ще не мають цієї системи.
- «Магах-6 Мем» («Магах-6M») — танки «Магах-6 Рейш» з новою системою керування вогнем «Нахаль Оз».

- «Магах-7» — модернізовані M60 з додатковим пасивним бронюванням башти і корпусу, бортовими екранами новим двигуном AVDS-1790-5A потужністю 908 л.с., гусеницями від танка «Меркава». Випускався в декількох варіантах:

- «Магах-7 Алеф» («Магах-7А») — модифікація, розроблена в 1980-і роки, має практично вертикальне додаткове бронювання лобової частини башти.
- «Магах-7 Бет» («Магах-7B») — серійно не випускався;
- «Магах-7 Гимель» («Магах-7С») — модифікація, розроблена в 1990-і роки, з сильним нахилом передніх бронелистів башти; встановлені лазерний далекомір, новий двигун Continental AVDS-1790-5A і трансмісія від танка «Меркава» Mk.I.

Попри появу на початку 1980-х років більш досконалих танків «Меркава», танки «Магах» ще неодноразово модернізувалися і залишалися основою бронетанкових частин ЦАХАЛ до кінця 1990-х років.
Станом на початок 1990 року на озброєнні ЦАХАЛ перебувало понад 1300 танків M60A1/A3 і 560 танків M48A5. Влітку 1990 року командування ЦАХАЛ вперше відхилило пропозицію США про безоплатну передачу танків M60A1 за програмою військової допомоги — як пояснив офіційний представник ЦАХАЛ, для їх відновлення і переобладнання відповідно до стандартів ізраїльської армії «необхідні дуже великі витрати». У червні 2003 року Міністерство оборони Ізраїлю зробило заяву про поступове зняття з озброєння застарілих зразків бронетехніки, і до 2006 року в усіх регулярних частинах ЦАХАЛ танки «Магах» були замінені танками «Меркава». Проте, танки «Магах» залишилися на озброєнні 460-ї навчальної бригади і в армійському резерві.
Станом на початок 2009 року, на озброєнні ЦАХАЛ перебувало 822 танків М60 і 561 танк М48.

## Бойове використання
- Шестиденна війна (1967)
- Війна на виснаження (1967—1970)
- Війна Судного дня (1973)
- Ліванська війна (1982)
- Бойові дії в південному Лівані (1982 — травень 2000)

## Посилання

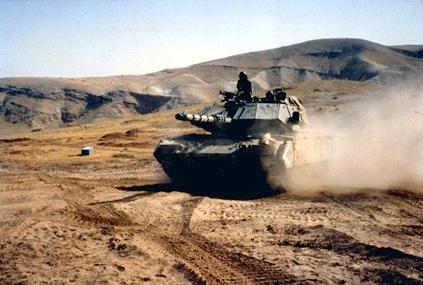
Танк в пустелі
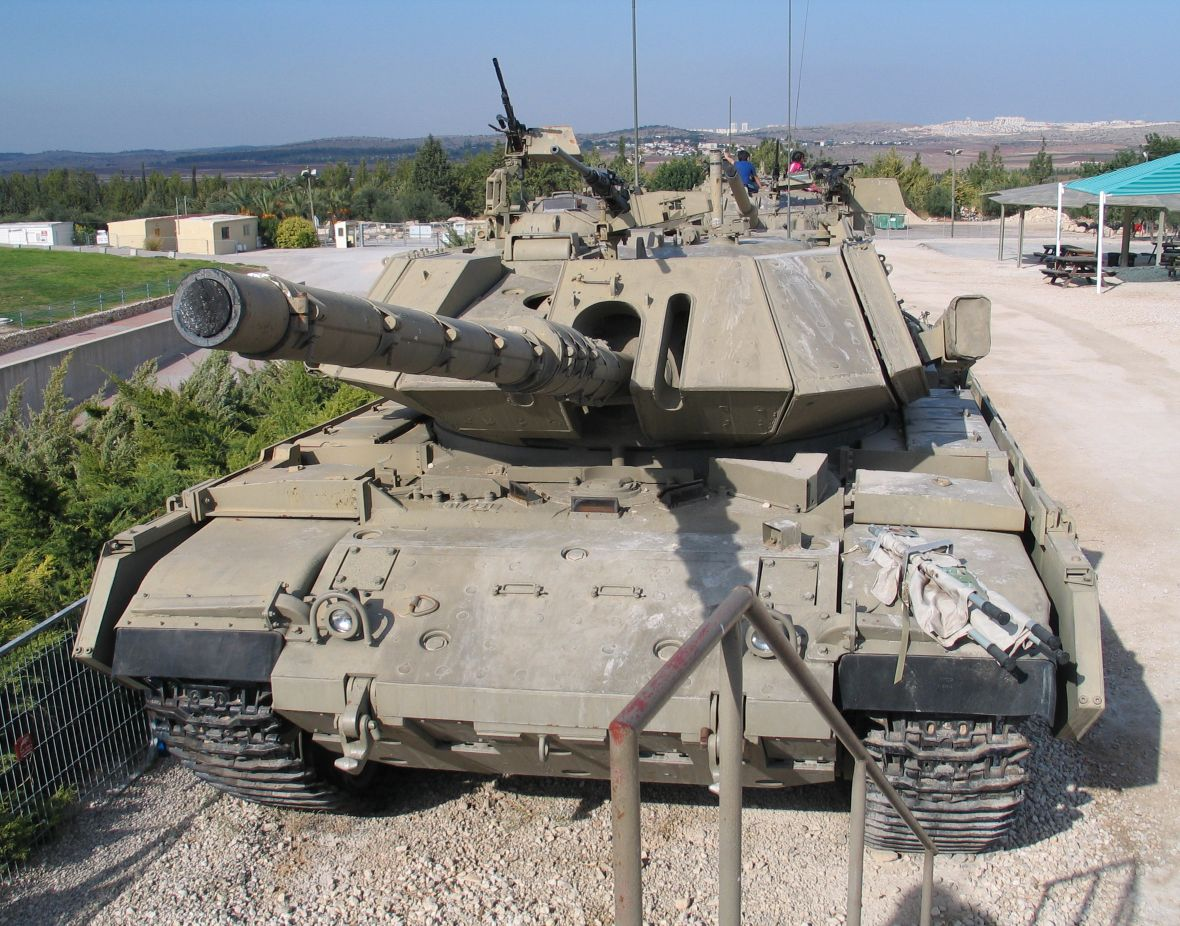
Magach 7 у музеї у Яд ла-Шаріон, Ізраїль.
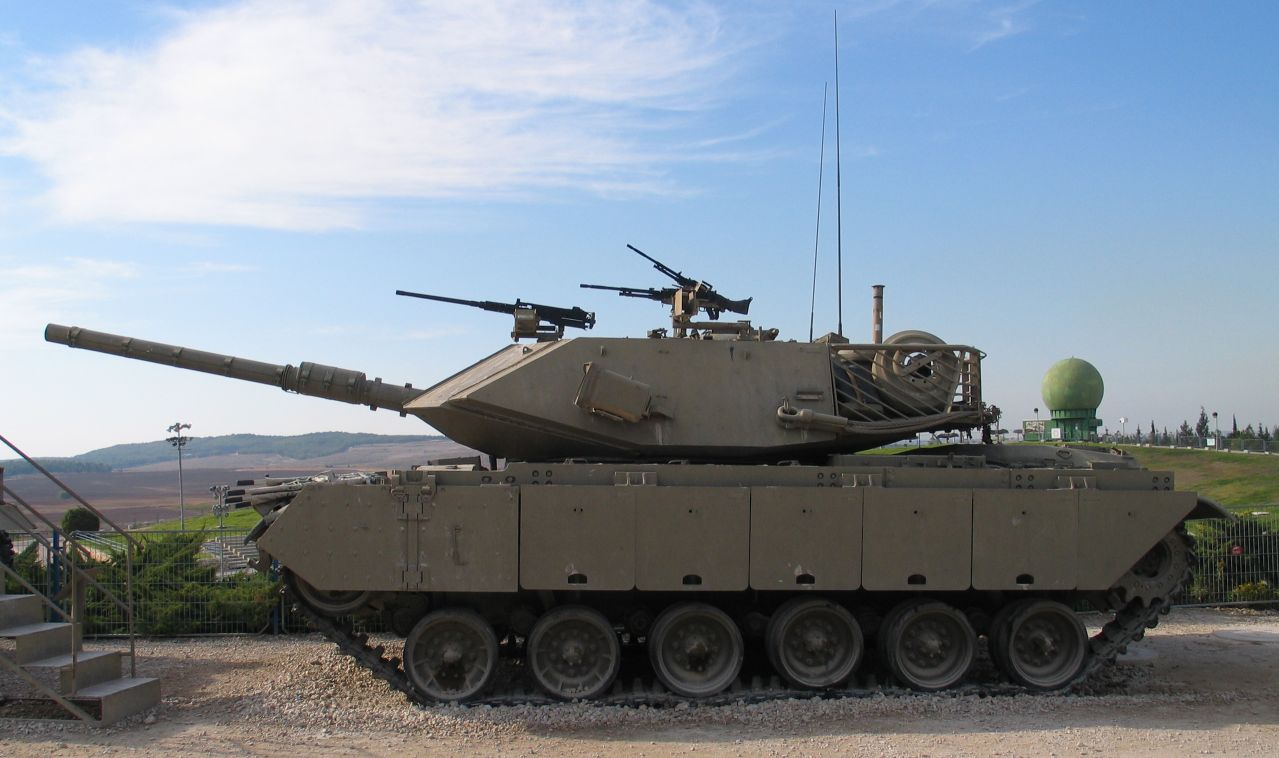
Magach 7 у музеї у Яд ла-Шаріон, Ізраїль.
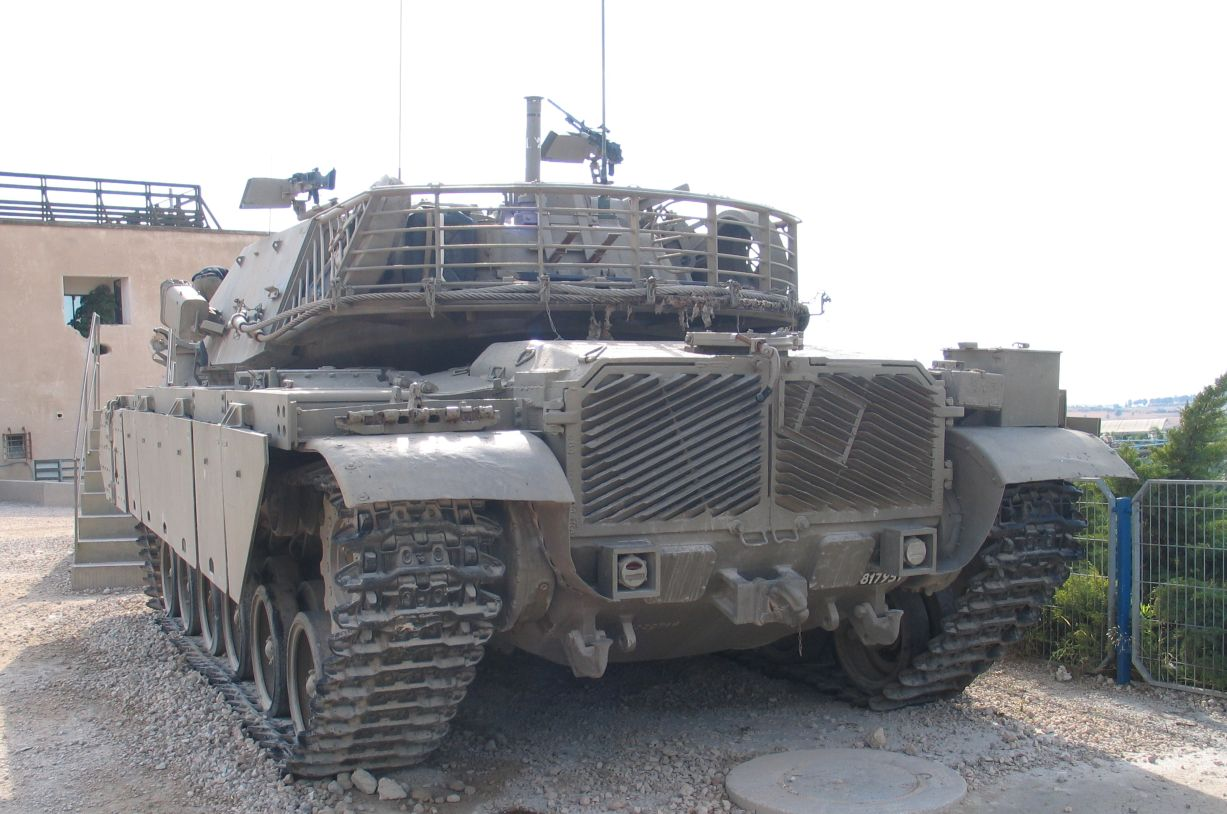
Magach 7 у музеї у Яд ла-Шаріон, Ізраїль.